# Cantone di Chabeuil
Il Cantone di Chabeuil era un cantone della Francia dell'arrondissement di Valence.
A seguito della riforma approvata con decreto del 20 febbraio 2014, che ha avuto attuazione dopo le elezioni dipartimentali del 2015, è stato soppresso.

## Composizione
Comprendeva i comuni di:
- Barcelonne
- La Baume-Cornillane
- Chabeuil
- Châteaudouble
- Combovin
- Le Chaffal
- Malissard
- Montélier
- Montmeyran
- Montvendre
- Peyrus
- Upie